# Omerville
Omerville est une commune française située dans le département du Val-d'Oise et la région Île-de-France,
Ses habitants sont appelés les Omervillois.

## Géographie

### Description
Omerville est un village rural du Vexin français situé sur le rebord du plateau du Vexin et qui domine la rive sud de l'Aubette de Magny, à une cinquantaine de kilomètres au nord-ouest de Paris, à 11 km au nord-est  de La Roche-Guyon et de la Seine, à 29 km au nord-ouest de Pontoise et à 14 km au sud de Gisors. Il est aisément accessible par l'ancienne route nationale 14.
Le village est fortement regroupé autour de son église et de son manoir et possède un important patrimoine.
La commune se trouve dans le périmètre du parc naturel régional du Vexin français, et est traversée par le GR 11 surnommé « Grand Tour De Paris ».

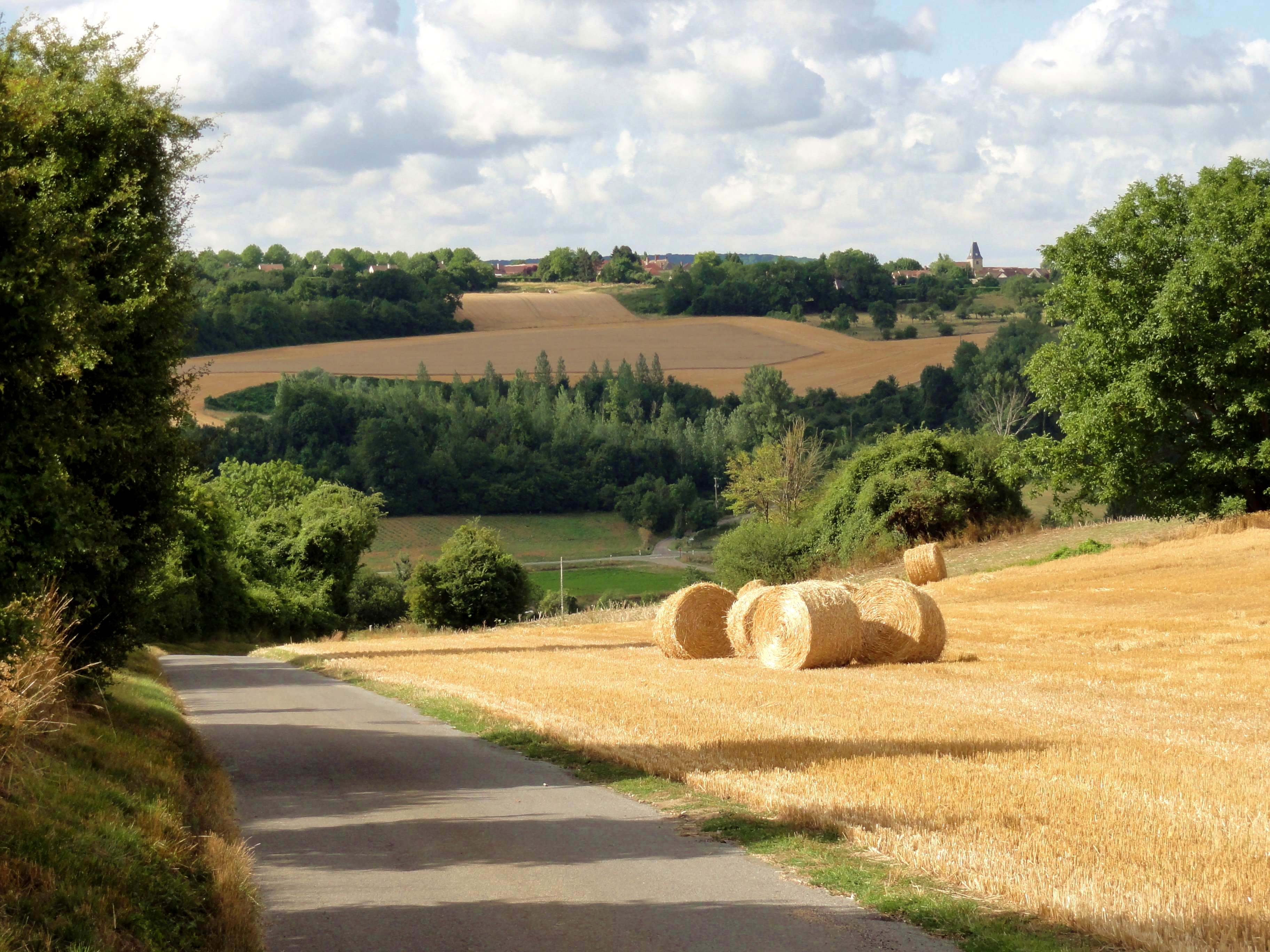
Paysage du village, depuis La Louvière.

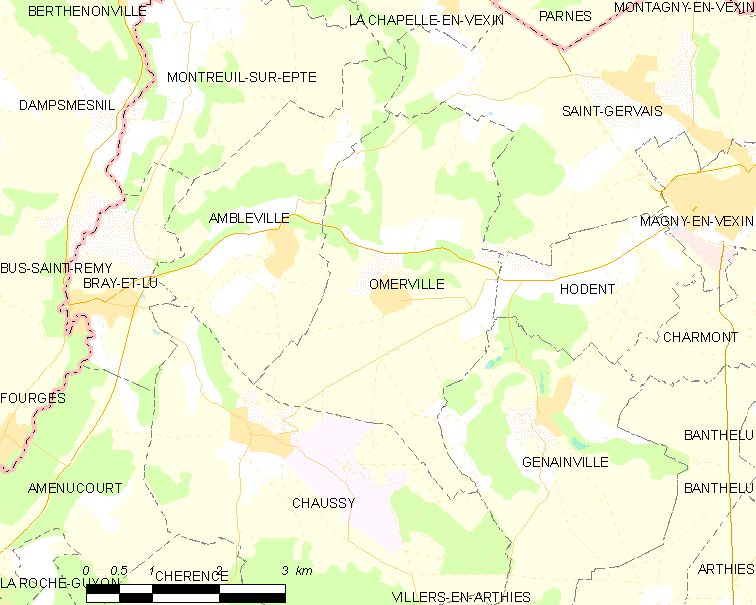
Carte de la commune.
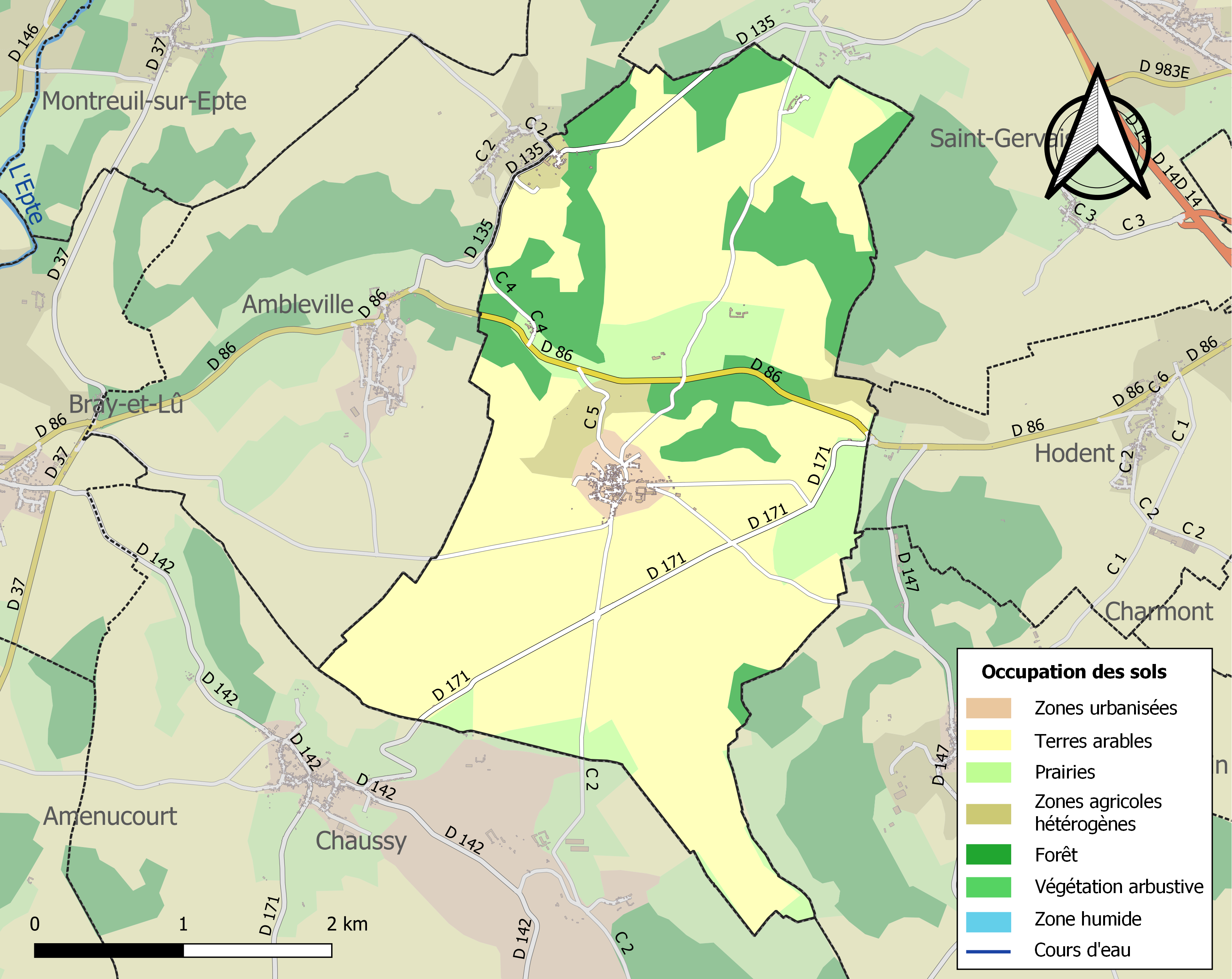
Occupation des sols

### Communes limitrophes
|            |           | Saint-Gervais |
| Ambleville | Omerville | Hodent        |
|            | Chaussy   | Genainville   |

### Hydrographie
La commune est drainée par les bras de l'Aubette de Magny, un affluent de l'Epte et donc un sous-affluent de la Seine.
Un ruisseau qui prend sa source à la Fontaine Saint-Martin y conflue.

### Climat
Pour des articles plus généraux, voir Climat de l'Île-de-France et Climat du Val-d'Oise.
En 2010, le climat de la commune est de type climat océanique dégradé des plaines du Centre et du Nord, selon une étude du CNRS s'appuyant sur une série de données couvrant la période 1971-2000. En 2020, Météo-France publie une typologie des climats de la France métropolitaine dans laquelle la commune est exposée à un climat océanique et est dans la région climatique  Sud-ouest du bassin Parisien, caractérisée par une faible pluviométrie, notamment au printemps (120 à 150 mm) et un hiver froid (3,5 °C). 
Pour la période 1971-2000, la température annuelle moyenne est de 10,5 °C, avec une amplitude thermique annuelle de 14,4 °C. Le cumul annuel moyen de précipitations est de 723 mm, avec 11 jours de précipitations en janvier et 8 jours en juillet. Pour la période 1991-2020, la température moyenne annuelle observée sur la station météorologique la plus proche, située sur la commune d'Étrépagny à 20 km à vol d'oiseau, est de 11,3 °C et le cumul annuel moyen de précipitations est de 774,0 mm,. Pour l'avenir, les paramètres climatiques de la commune estimés pour 2050 selon différents scénarios d'émission de gaz à effet de serre sont consultables sur un site dédié publié par Météo-France en novembre 2022.

## Urbanisme

### Typologie
Au 1er janvier 2024, Omerville est catégorisée commune rurale à habitat dispersé, selon la nouvelle grille communale de densité à sept niveaux définie par l'Insee en 2022.
Elle est située hors unité urbaine. Par ailleurs la commune fait partie de l'aire d'attraction de Paris, dont elle est une commune de la couronne,. Cette aire regroupe 1 929 communes,.

### Lieux-dits, hameaux et écarts
La commune  possède quatre écarts : Gerville, Louvières, le Mesnil, et Amiel, tous situés sur la moitié nord du territoire communal, de l'autre côté de l'Aubette de Magny.

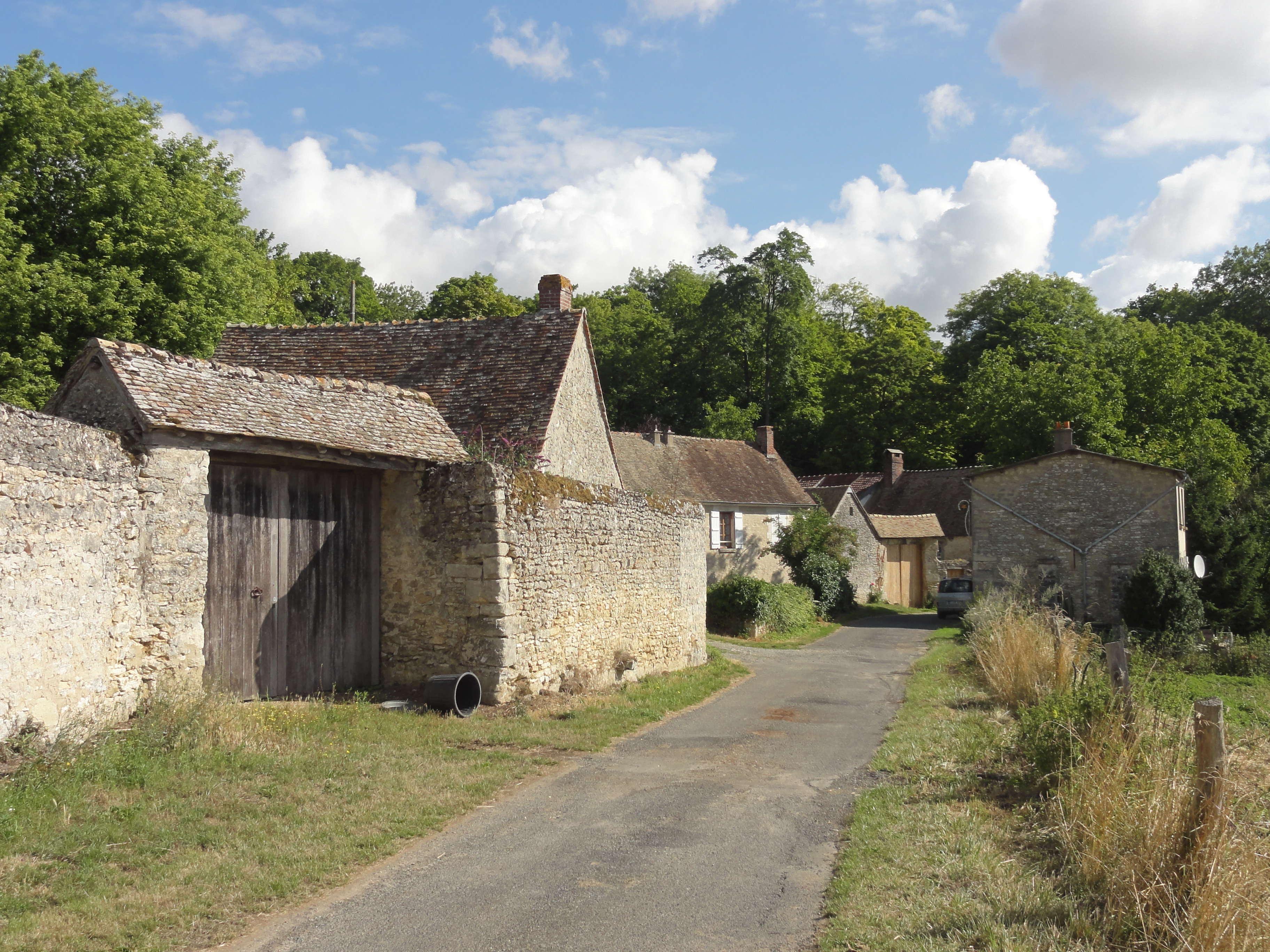
Vue de Gerville
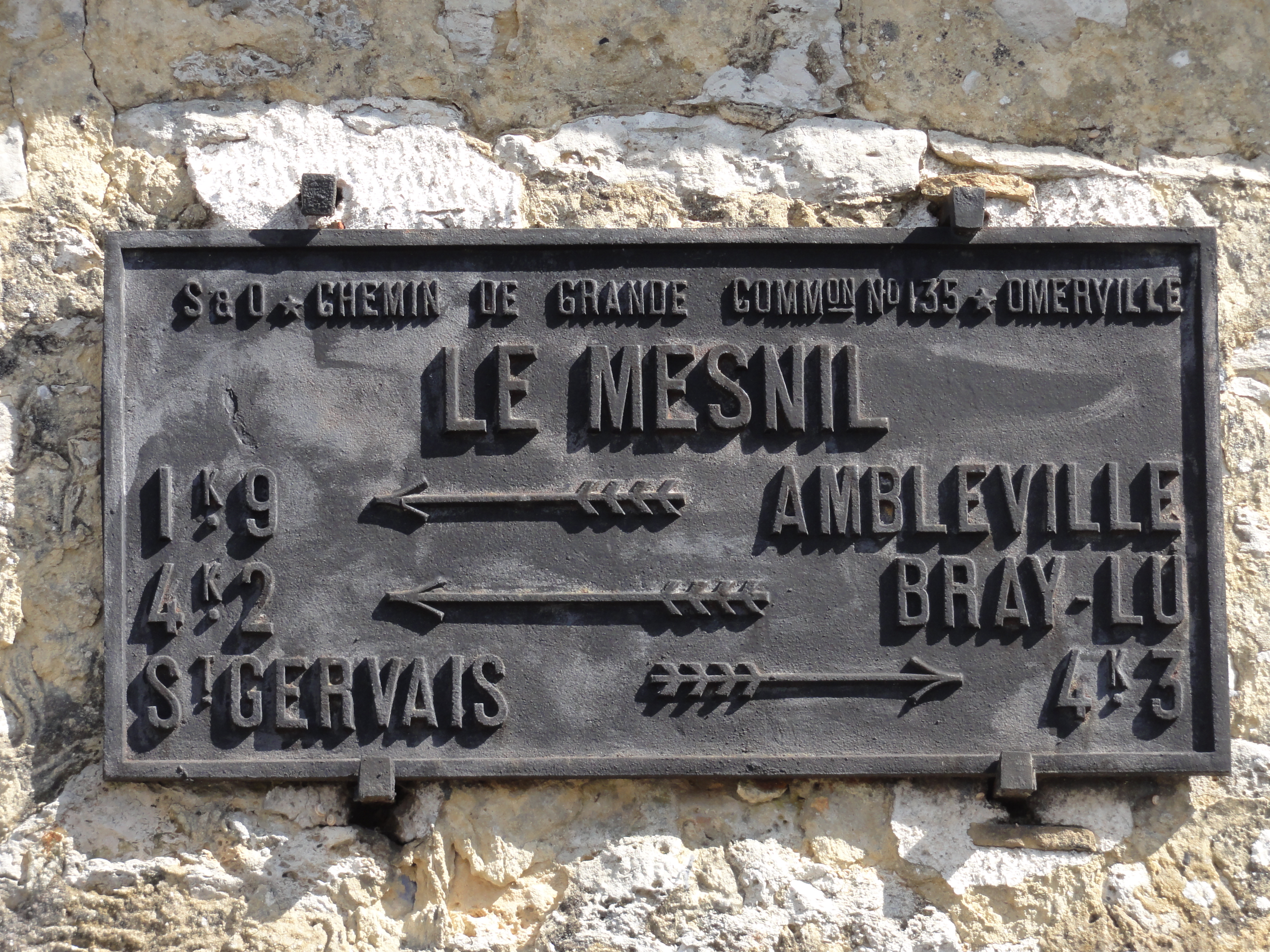
Plaque de cocher au Mesnil

## Toponymie
Le nom de la localité est attesté sous la forme Omervilla en 1240.
Omerville est mentionné pour la première fois dans un document datant de l'an mille[réf. nécessaire].
Il s’agit d’une formation toponymique médiévale en -ville au sens ancien de « domaine rural ». Albert Dauzat considère que l'élément Omer- représente l'anthroponyme germanique Audomar que l'on retrouve dans Omécourt (Oise, Omercurt 1152), à environ 71 km au nord d’Omerville, et dans le nom de saint Omer (autrement appelé Audomar, latin médiéval Audomarus, néerlandais Odemaar, Omaar, allemand Otmar), en revanche Ernest Nègre qui ne cite aucune forme ancienne, émet l'hypothèse d'un autre nom de personne germanique, à savoir Aldemarus.

## Histoire
Omerville est demeuré un village à vocation agricole, malgré l'existence de quelques activités artisanales au XIXe siècle (fabrique de petits objets, tire-bouchons, tire-gants, pinces...).

### Les Hospitaliers
Les Hospitaliers de l'ordre de Saint-Jean de Jérusalem y installent à partir de 1212 la maison de Louvières et de Vaumion, qui deviendra la commanderie Louviers-Vaumion à Omerville à partir de 1633. La Commanderie d'Omerville, écart au nord de la commune, elle a été fondée par les Hospitaliers en 1222. La commanderie templière de Villedieu-les-Maurepas y fut rattachée en 1312, après la dissolution de l'ordre du Temple.
Jusqu'à sa dissolution à la suite de la Révolution française, quarante-deux commandeurs se succèdent à sa tête. Vendue comme bien national en 1790, il n'en subsiste que des caves voûtées d'ogives, intégrées à une ferme. Ce ne sont pas les seuls vestiges dignes d'intérêt : des différents remaniements aux XVIe et XVIIe siècles, subsistent une tour et une porte du bâtiment sud. La ferme reste par ailleurs entourée d'une haute mur d'enceinte. Des différents remaniements aux XVIe et XVIIe siècles, subsistent une tour et une porte du bâtiment sud. La ferme reste par ailleurs entourée d'une haute mur d'enceinte.

## Politique et administration

### Rattachements administratifs et électoraux

#### Rattachements administratifs
Antérieurement à la loi du 10 juillet 1964, la commune faisait partie du département de Seine-et-Oise. La réorganisation de la région parisienne en 1964 fit que la commune appartient désormais au département du Val-d'Oise et à son arrondissement de Pontoise après un transfert administratif effectif au 1er janvier 1968.
Elle faisait partie depuis 1801  du canton de Magny-en-Vexin de Seine-et-Oise puis du Val-d'Oise. Dans le cadre du redécoupage cantonal de 2014 en France, cette circonscription administrative territoriale a disparu, et le canton n'est plus qu'une circonscription électorale.

#### Rattachements électoraux
Pour les élections départementales, la commune est membre depuis 2014 du canton de Vauréal
Pour l'élection des députés, elle fait partie de la première circonscription du Val-d'Oise.

### Intercommunalité
Omerville est membre depuis 2013 de la communauté de communes Vexin - Val de Seine, un établissement public de coopération intercommunale (EPCI) à fiscalité propre créé en 2005 et auquel la commune a transféré un certain nombre de ses compétences, dans les conditions déterminées par le code général des collectivités territoriales.

### Liste des maires
| Période                                  | Période  | Identité          | Étiquette | Qualité                         |
| ---------------------------------------- | -------- | ----------------- | --------- | ------------------------------- |
| Les données manquantes sont à compléter. |          |                   |           |                                 |
| mai 1925                                 | ?        | E. Tercinet       |           |                                 |
|                                          |          |                   |           |                                 |
| ?                                        | 2001     | Roger Doré        |           |                                 |
| mars 2001                                | mai 2009 | Jean-Paul Drut    |           |                                 |
| mai 2009                                 | En cours | Denys de Magnitot | SE        | Réélu pour le mandat 2020-2026, |

### Démocratie participative
La municipalité s'est  « engagé à respecter le choix des habitants à l'issue de ces sondages » menés à l'initiative d'un particulier sur Facebook

## Population et société

### Démographie
L'évolution du nombre d'habitants est connue à travers les recensements de la population effectués dans la commune depuis 1793. Pour les communes de moins de 10 000 habitants, une enquête de recensement portant sur toute la population est réalisée tous les cinq ans, les populations de référence des années intermédiaires étant quant à elles estimées par interpolation ou extrapolation. Pour la commune, le premier recensement exhaustif entrant dans le cadre du nouveau dispositif a été réalisé en 2007.

En 2022, la commune comptait 325 habitants, en évolution de +2,85 % par rapport à 2016 (Val-d'Oise : +4 %, France hors Mayotte : +2,11 %).
| 1793 | 1800 | 1806 | 1821 | 1831 | 1836 | 1841 | 1846 | 1851 |
| ---- | ---- | ---- | ---- | ---- | ---- | ---- | ---- | ---- |
| 375  | 336  | 363  | 364  | 400  | 416  | 401  | 400  | 408  |

| 1856 | 1861 | 1866 | 1872 | 1876 | 1881 | 1886 | 1891 | 1896 |
| ---- | ---- | ---- | ---- | ---- | ---- | ---- | ---- | ---- |
| 443  | 534  | 505  | 439  | 415  | 396  | 385  | 350  | 328  |

| 1901 | 1906 | 1911 | 1921 | 1926 | 1931 | 1936 | 1946 | 1954 |
| ---- | ---- | ---- | ---- | ---- | ---- | ---- | ---- | ---- |
| 323  | 341  | 319  | 305  | 307  | 296  | 244  | 260  | 288  |

| 1962 | 1968 | 1975 | 1982 | 1990 | 1999 | 2006 | 2007 | 2012 |
| ---- | ---- | ---- | ---- | ---- | ---- | ---- | ---- | ---- |
| 256  | 207  | 241  | 252  | 280  | 337  | 305  | 300  | 311  |

| 2017 | 2022 | - | - | - | - | - | - | - |
| ---- | ---- | - | - | - | - | - | - | - |
| 319  | 325  | - | - | - | - | - | - | - |

### Manifestations culturelles et festivités
Le salon Unique(s)  est organisé par des artisans d’art en collaboration avec la mairie d’Omerville, son comité des fêtes et son foyer rural. La seconde édition a eu lieu les 19 et 20 juin 2021
Le Foyer rural d’Omerville propose des balades familiales sur les chemins de la commune les vendredis en fin d'après-midi.

### Équipements et services publics
Un marché nocturne  annuel de producteurs est organisé à Omerville, dont la deuxième édition a eu lieu le 31 juillet 2021, ainsi qu'un marché, également de producteurs, le premier dimanche du mois au  matin, place Saint-Marin.

## Culture locale et patrimoine

### Lieux et monuments
Omerville possède un riche patrimoine historique, dont l'église et un calvaire sont classés au titre des monuments historiques, et trois autres éléments inscrits:
- Église Saint-Martin (inscrite partiellement puis classée monument historique par arrêté du 27 avril 1927[32])

Elle se singularise par son plan allongé, à vaisseau unique, avec des travées de quatre époques différentes qui se succèdent en enfilade, et un clocher central roman. Avec les murs de la deuxième et de la troisième travée de la nef, il représente la partie la plus ancienne de l'église, et devrait remonter au moins au dernier quart du XIe siècle, ou sinon au tout début du XIIe siècle. Malheureusement, l'élégante flèche de pierre ajoutée au milieu du XIIe siècle a été démolie vers 1905, et remplacée par un simple toit. À l'intérieur, le caractère roman s'est bien conservé dans la base du clocher voûtée en berceau.
Un chœur de deux travées, dont le style du voûtement reflète les dernières années de la première période gothique, est substitué à l'abside primitive vers 1220-1230. Lors de l'agrandissement du chœur par l'adjonction d'une abside à pans coupés au dernier quart du XIIIe siècle ou au début du XIVe siècle, la seconde travée est partiellement démolie pour des raisons inconnues. Sa voûte avec des supports de style gothique rayonnant appartient donc à la campagne de construction de l'abside. Elle constitue la partie la plus élégante de l'église, même si le remplage de la plupart de ses fenêtres a été simplifié lors de restaurations anciennes. Une fois le nouveau chevet achevé, l'église ne peut être allongée qu'en ajoutant une travée devant la façade de la nef romane.
Par son style reflétant la transition du gothique flamboyant vers la Renaissance, ce qu'illustrent parfaitement bien les fonts baptismaux, elle peut être datée du milieu du XVIe siècle. Par manque de place à l'ouest, l'accès se fait par le sud, par un portail de style classique aménagé au XVIIe siècle. Ainsi, pratiquement toutes les époques sont représentées en l'église d'Omerville. Son caractère hétérogène constitue plutôt la règle dans le Vexin français, qu'une exception, et son architecture n'offre rien d'exceptionnel, si ce n'est la facture archaïque du clocher. C'est surtout par sa silhouette particulière et par son bon état de conservation que l'église Saint-Martin séduit,.
- Manoir de Mornay-Villarceaux, ou Hôtel des Essarts, sur la place du village (inscrit monument historique par arrêté du 2 mai 1927[35])

Dit également hôtel des Essarts, il remplace l'ancien château seigneurial des Essarts. À en juger d'après les armoiries figurant sur un bandeau de cheminée, le constructeur du manoir pourrait être Jean d'Isque, héritier de la seigneurie. La longue façade sur la place est assez simple, seules les deux échauguettes de taille différente et l'impressionnant portail permettant de deviner la fonction initiale du bâtiment. La plus petite des deux portes s'inscrit par ailleurs sous un arc ogival. La partie droite de la façade garde ses petites fenêtres d'origine, alors que la partie gauche est percé de vastes baies entourées en partie de moulures du goût de la Renaissance. La corniche aux modillons sculptés renvoie également à cette époque. La façade sur cour présente un ensemble rustique à colombages avec des galeries à balustres. Louis de Mornay acquiert le manoir en 1647 et y abrite un temps ses amours avec Ninon de Lenclos,.
- Croix monumentale dite croix Fromage, sur la place du village (inscrite monument historique par arrêté du 2 mai 1927[37])

La colonne qui se rajeunit vers le sommet et la croix sont taillées dans un seul bloc de pierre monolithique, peut-être un menhir. L'ensemble mesure 2,5 m de haut. La croix elle-même se présente comme un disque ajouré avec la forme d'une croix pattée en son centre,.
- Croix de cimetière (classée monument historique par arrêté du 2 mai 1927[39])

C'est l'une des deux croix de cimetière de la commune, Omerville ayant possédé un deuxième cimetière plus petit, au sud de l'église, jusqu'en 1862. Sa croix est entreposée sous la chaire de l'église depuis. Elle possède les mêmes caractéristiques que la croix en place sur le cimetière actuel. La croix est dotée d'une ornementation très filigrange sculptée dans la pierre, dans le style flamboyant. La colonne octogonale repose sur un socle et un soubassement à trois paliers, également octogonaux,.
- Ancienne commanderie de Louvières, écart au nord de la commune (inscrite monument historique par arrêté du 4 juin 1926[40])

Vendue comme bien national en 1790, il n'en subsiste que des caves voûtées d'ogives, intégrées à une ferme.

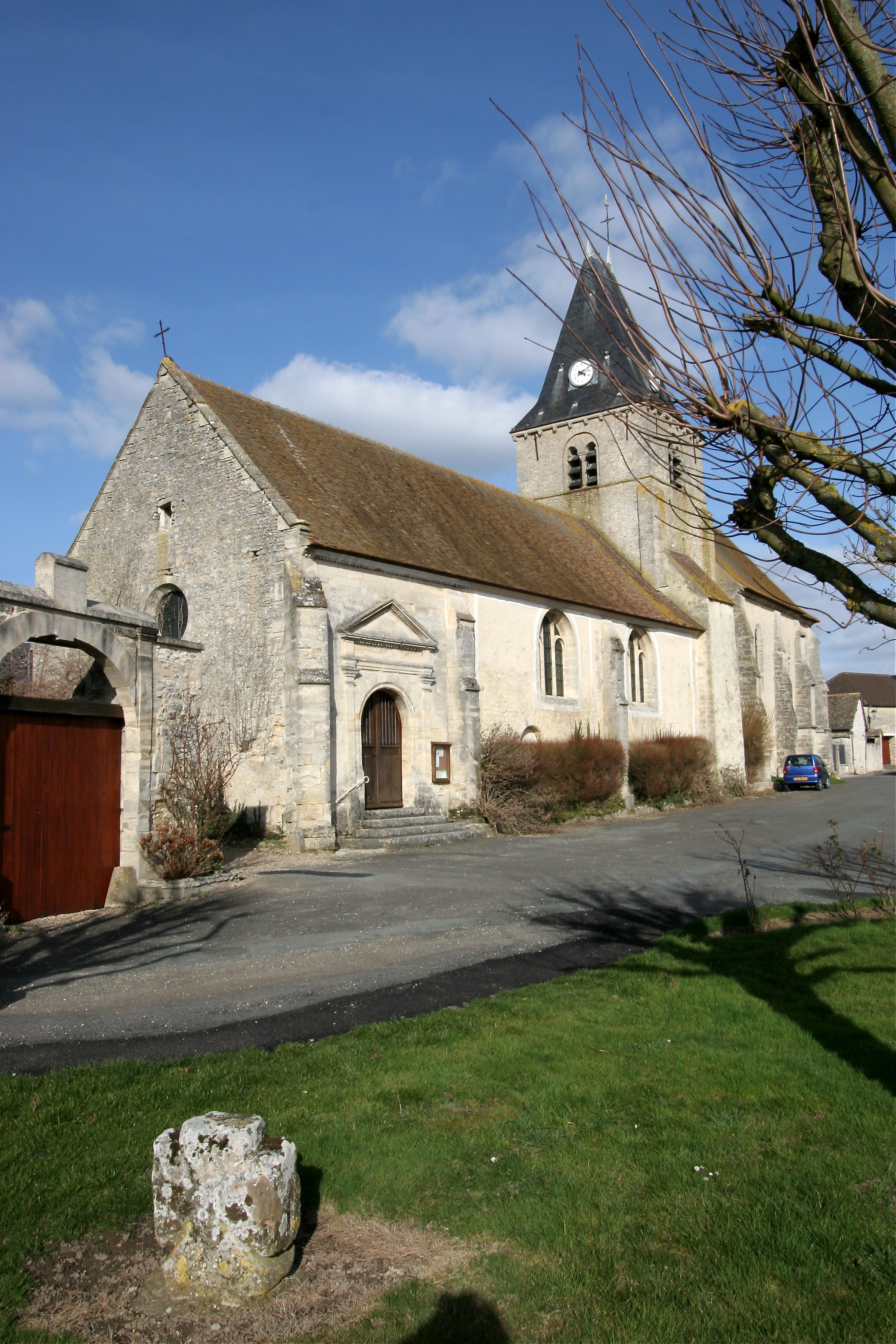
Église Saint-Martin et croix pattée.
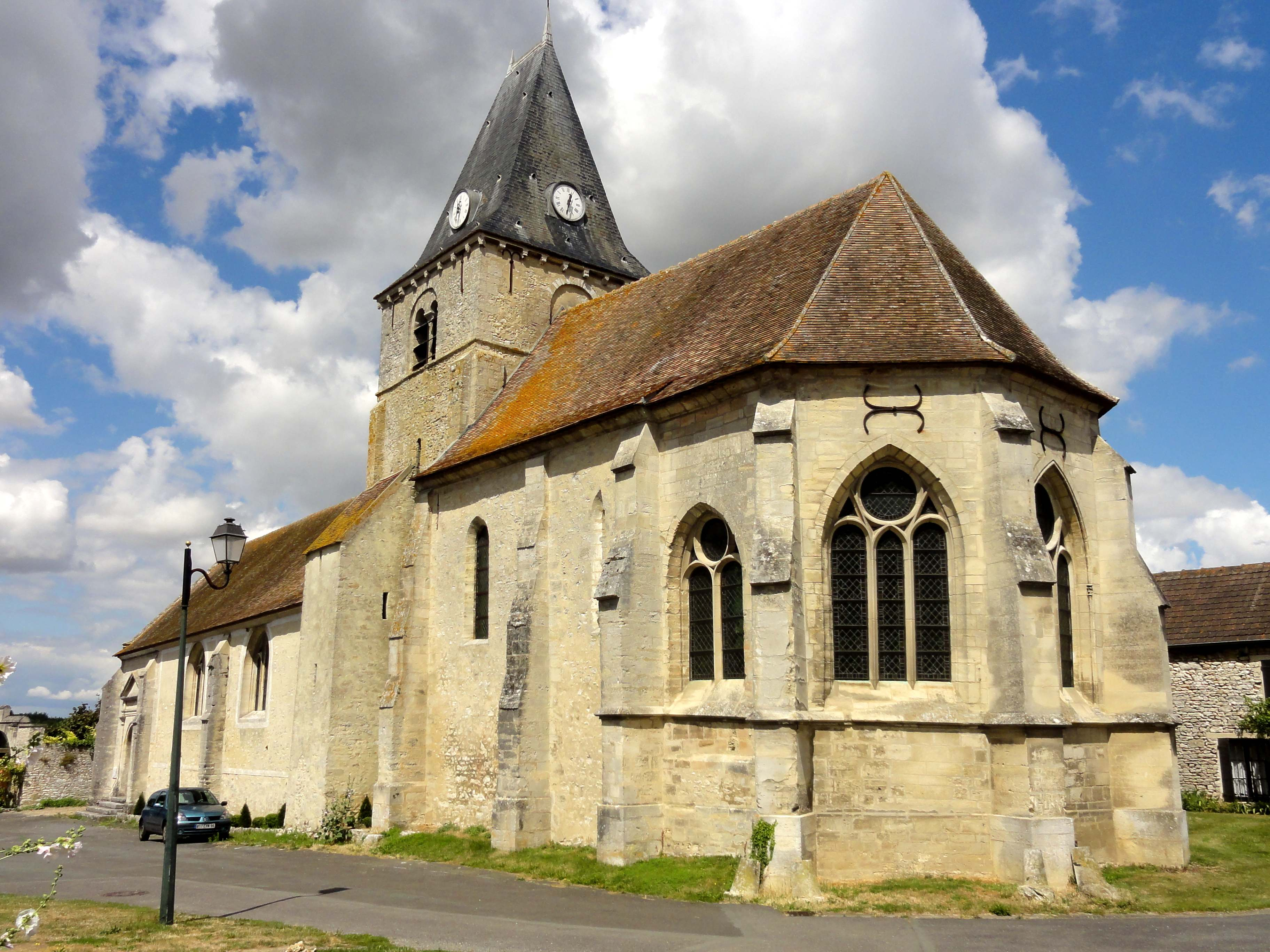
église Saint-Martin, vue depuis le sud-est.
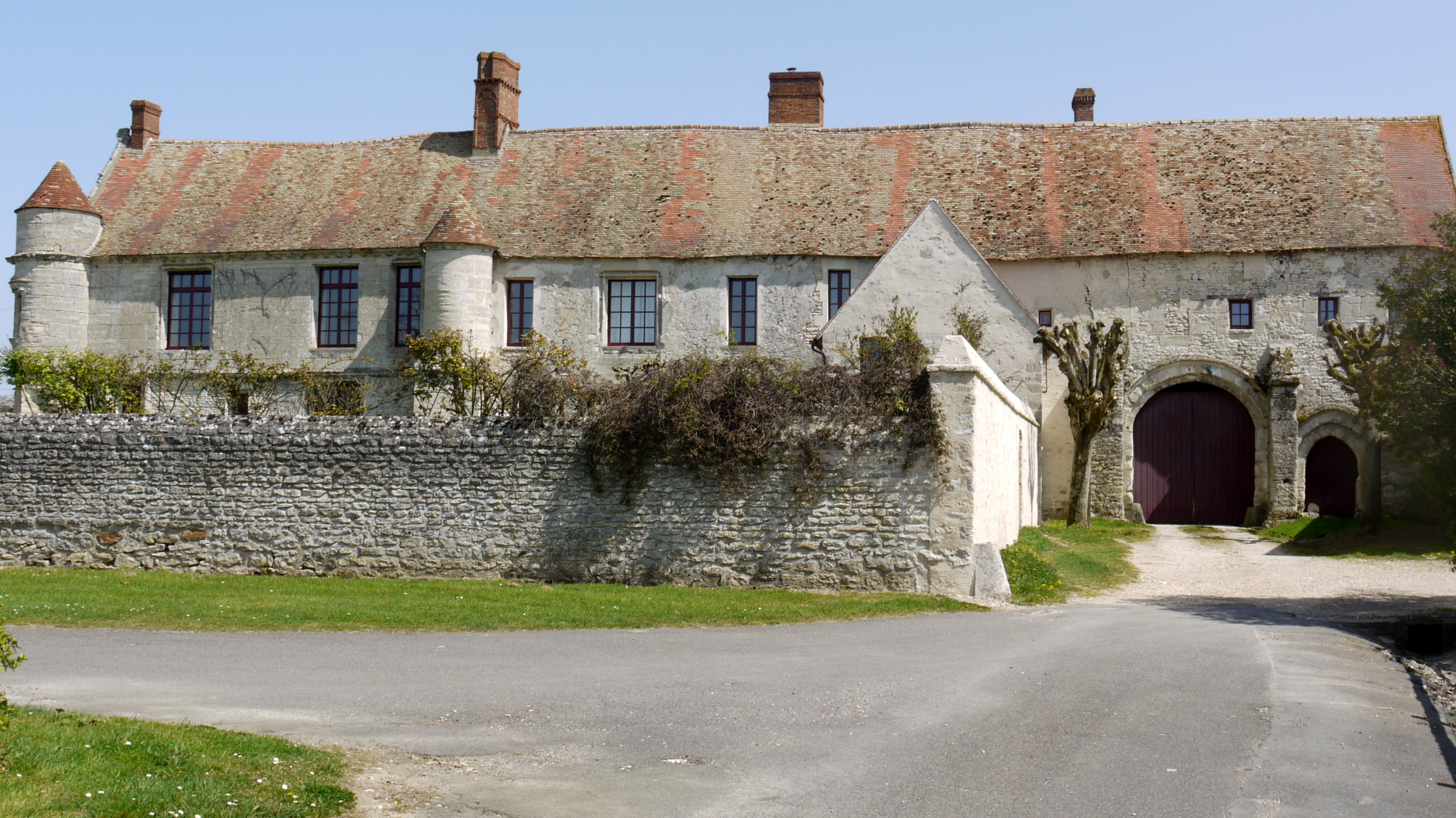
Manoir de Mornay-Villarceaux.
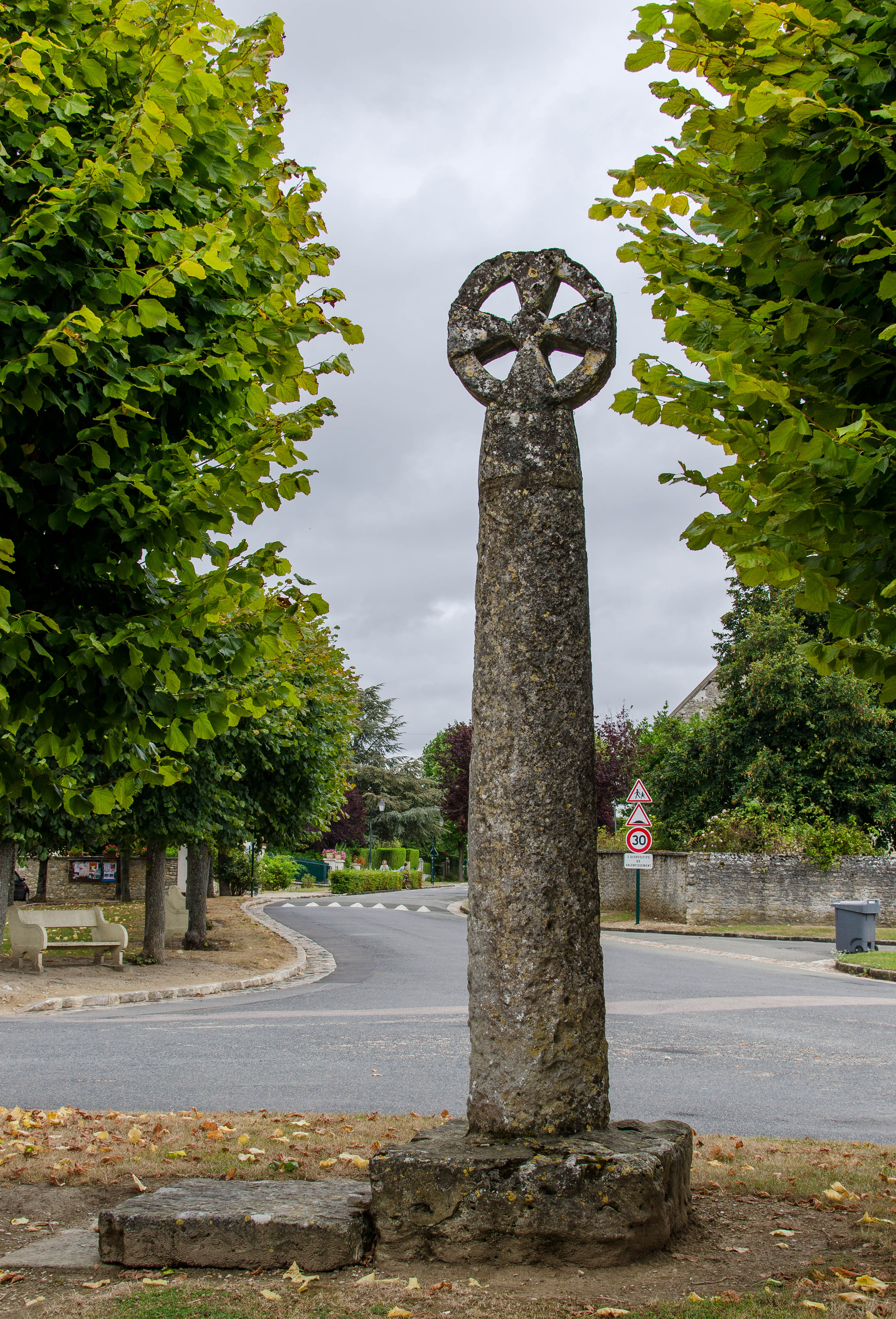
Croix Fromage.
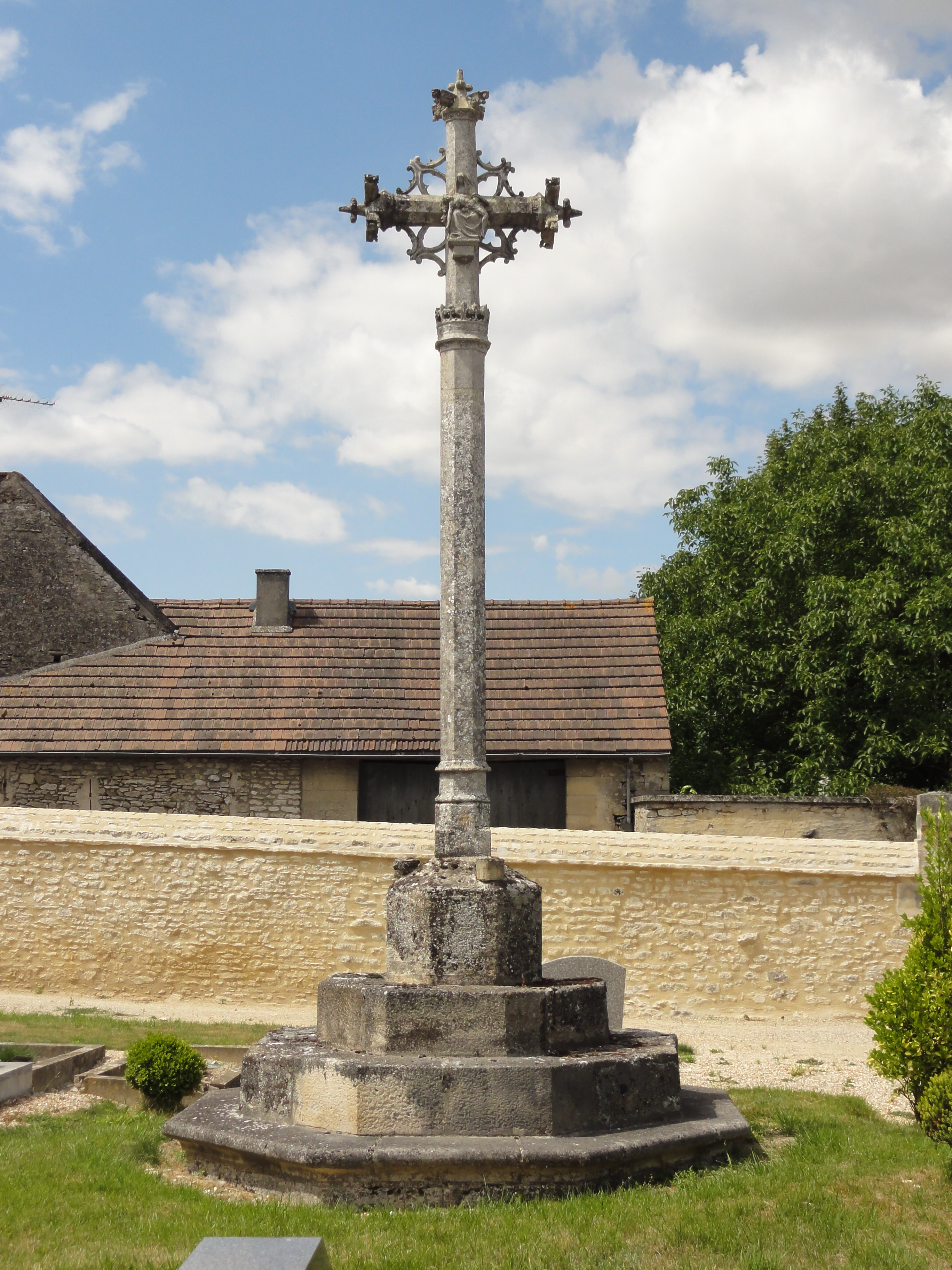
Croix de cimetière.

On peut également signaler : 
- Croix pattée d'Omerville : Petite croix trapue de seulement 52 cm de haut, située originellement à la sortie du village, puis ramenée sur la place de l'Église au XXe siècle. La vocation de ces croix était celle d'une borne[41]. Des croix similaires existent à Villers-en-Arthies (croix de Carnage) et près du hameau de Ducourt, sur la commune de Saint-Gervais (croix Dançon)[38].
- Croix latine dite  Croix quatre-pieds, à la sortie du village en direction de Magny-en-Vexin : Elle tient son nom des quatre blocs de pierre sur lesquels elle repose. Au XIXe siècle, elle a été faussement identifiée comme monument mégalithique par Paul de Mortillet[42] (sans illustration).
- Manoir de Trie, du XVe siècle, aménagé en ferme[43].
- Ancien abreuvoir, à l'entrée sud du village, rue Charles-de-Gaulle[41].
- Ancien réservoir à eau, rue de l'École : Exemple intéressant de bâtiment utilitaire de la fin du XIXe siècle. Le réservoir était initialement alimenté en eau par un bélier hydraulique[41] (sans illustration).
- Domaine de Gerville, au hameau du même nom à la limite nord du territoire communal, près du château de Magnitot : Ce fut un fief des hospitaliers, dépendant de la commanderie de Louvières. En subsistent notamment un portail cantonné par deux courtes demi-tours, ainsi qu'un pan de mur de l'ancienne tour carré. Le mur est percé d'une meurtrière, ainsi que de deux petites baies ogivales géminées au premier étage[44].
- Sentiers de randonnée GR 11 et PR.

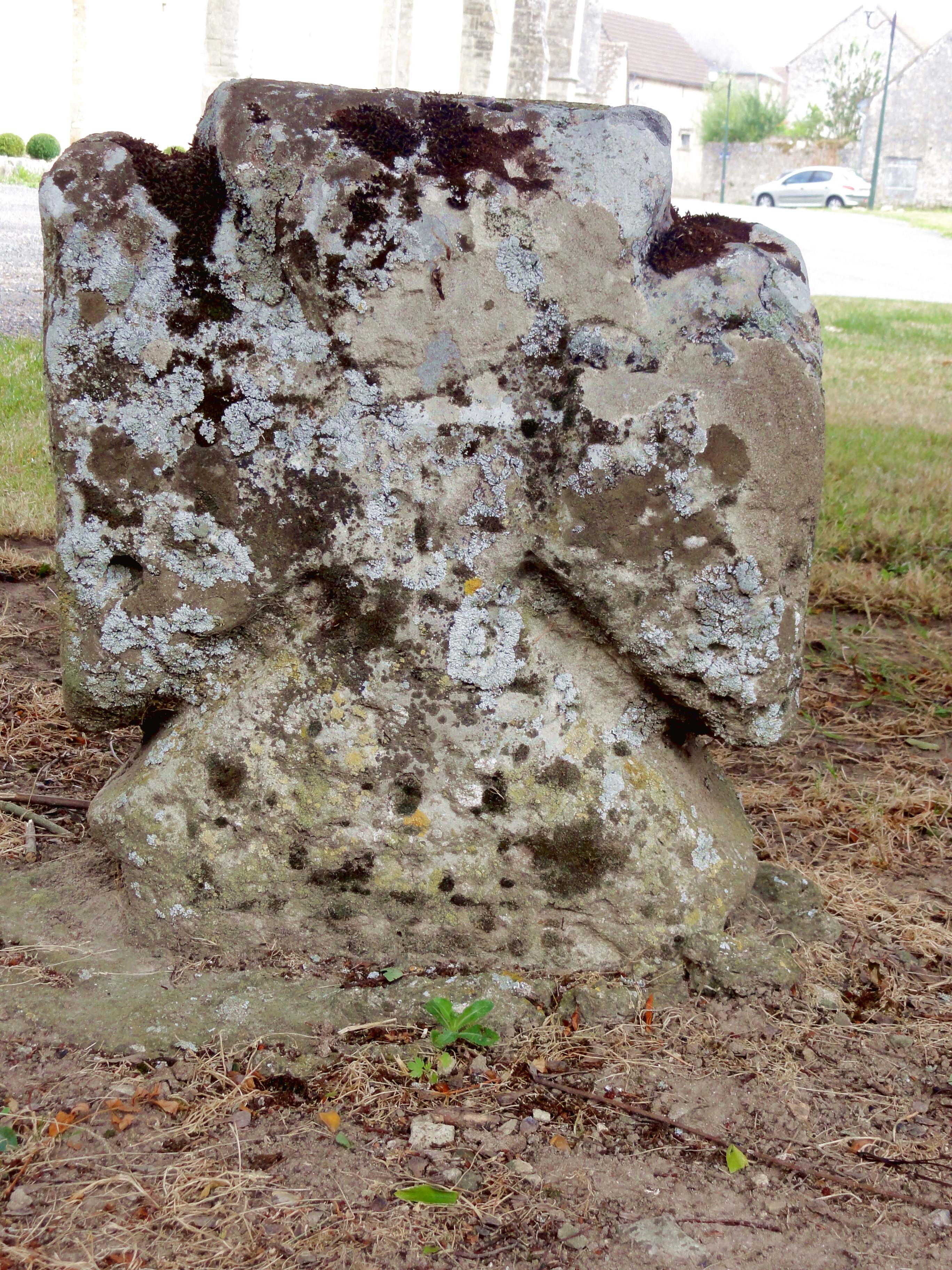
Croix pattée.
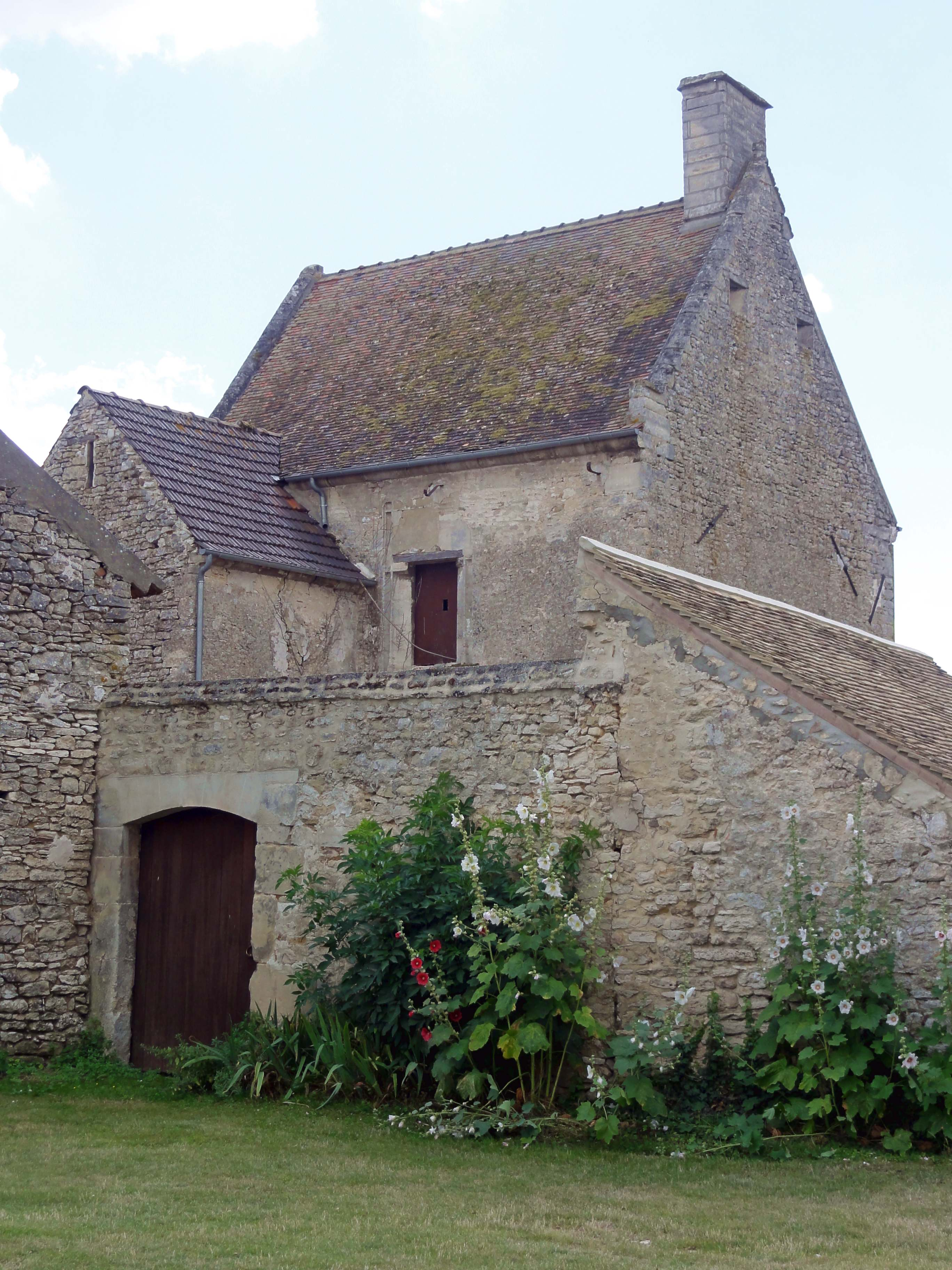
Manoir de Trie.
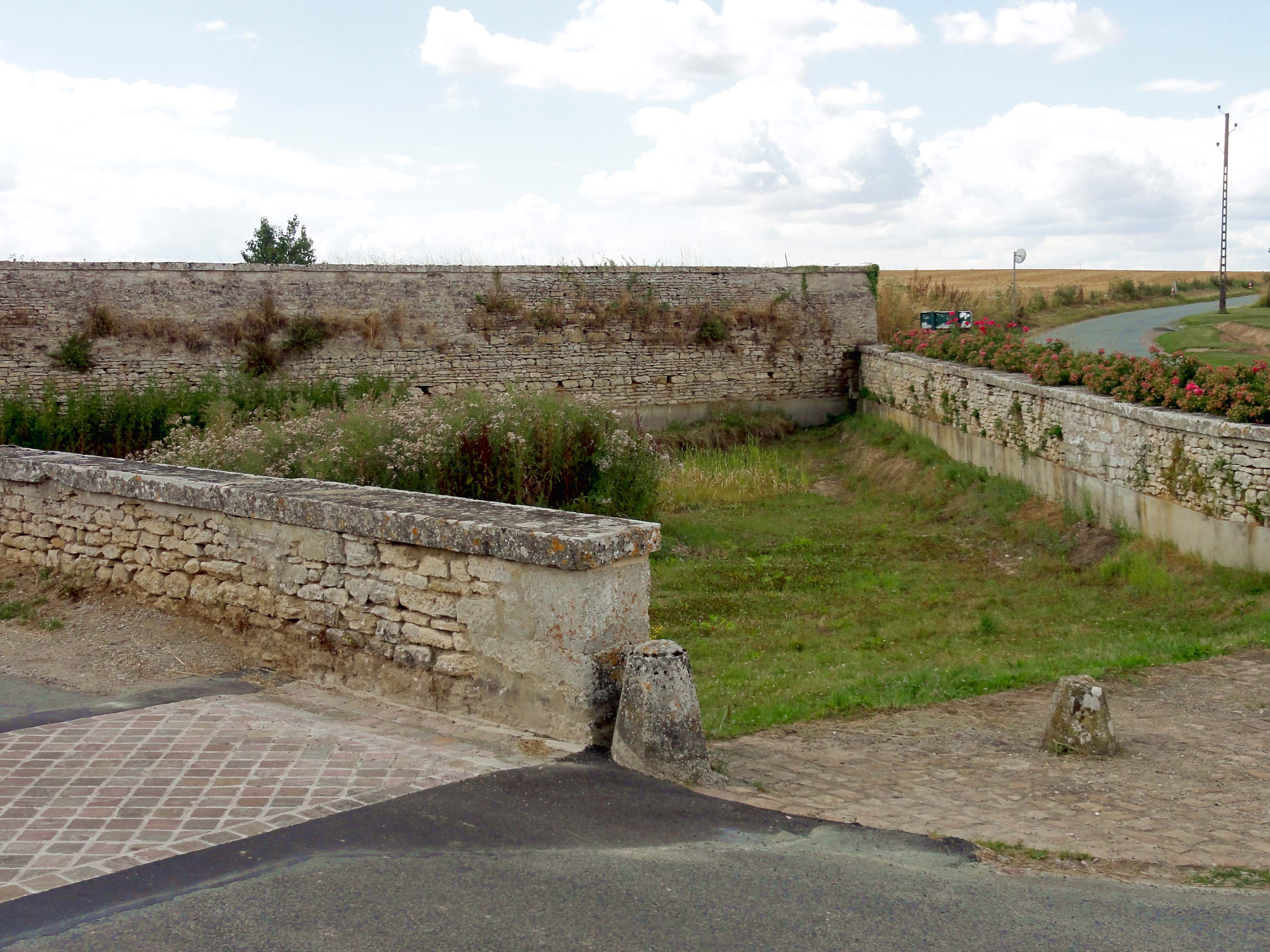
Ancien abreuvoir.
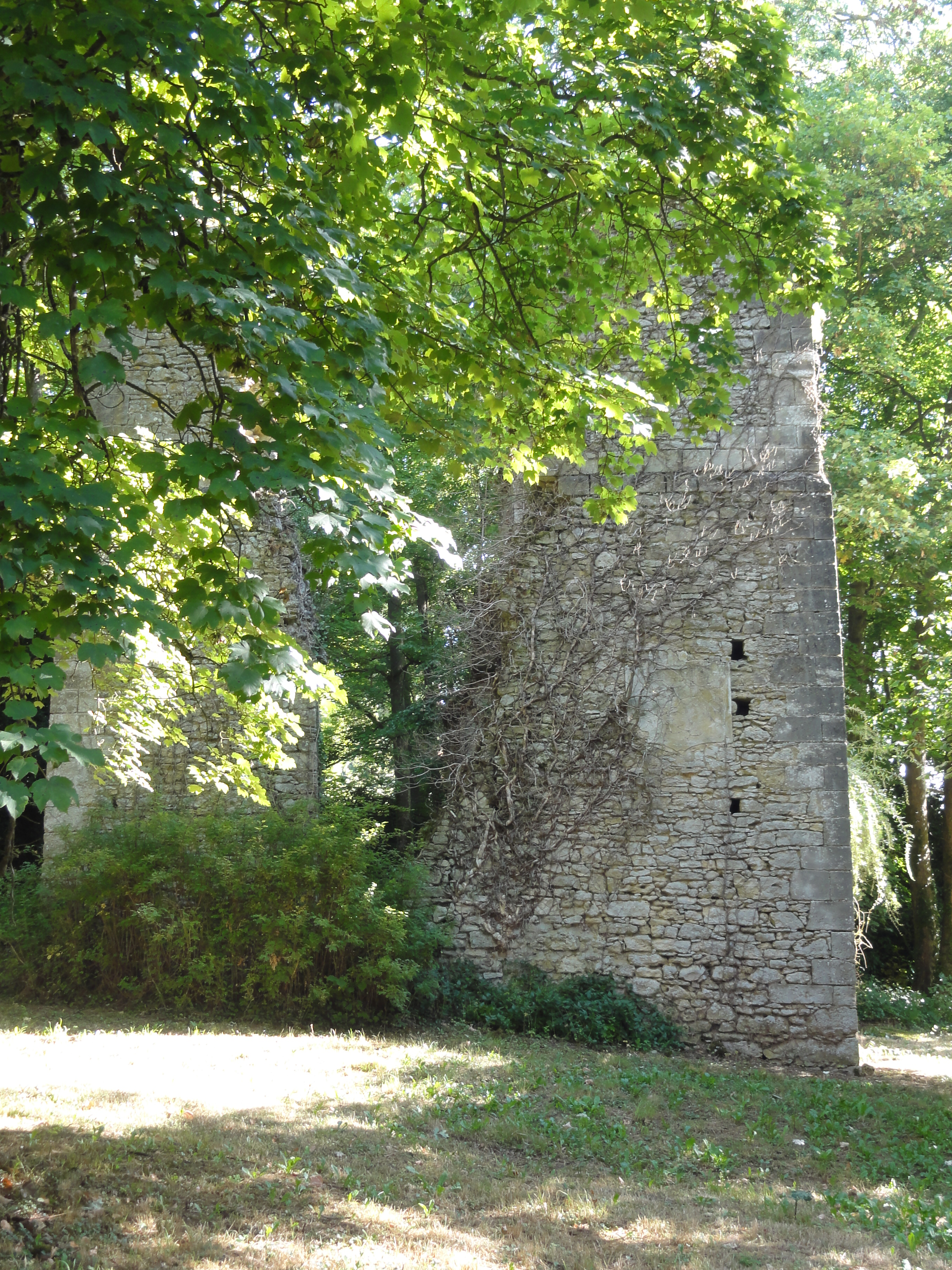
Tour carrée de Gerville.
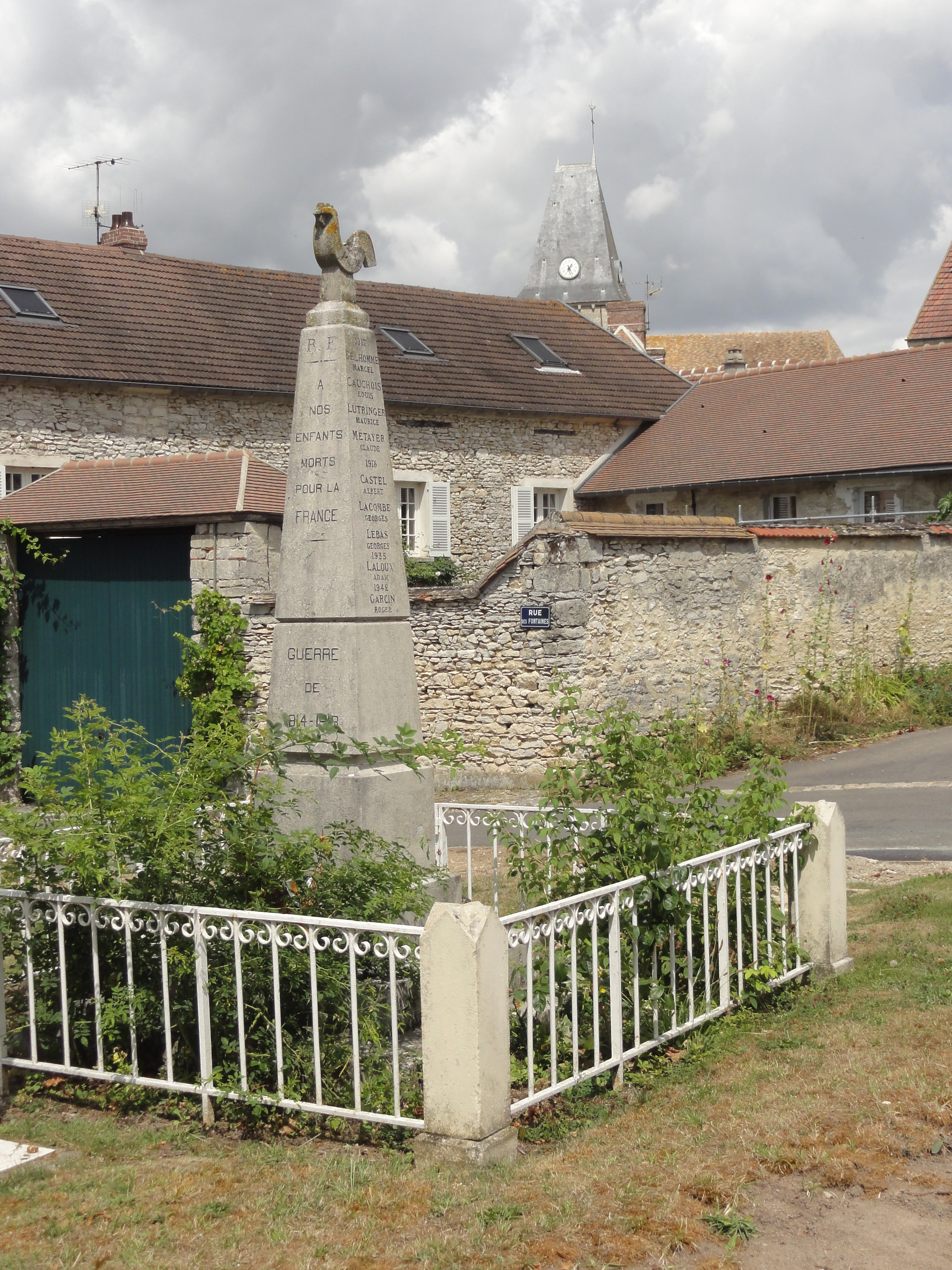
Monument aux morts.

### Personnalités liées à la commune
- Ninon de Lenclos (1620-1705), courtisane, femme d'esprit, épistolière et femme de lettres française au XVIIe siècle[34].
- Antoine-Henri de Bérault-Bercastel (1720-1794), curé d'Omerville, est l'auteur de nombreux ouvrages, dont une Histoire ecclésiastique en vingt-quatre volumes, plusieurs fois rééditée[45].

### Héraldique
| Blason de Omerville | Blason  | Parti : au 1er d'azur à la « Croix Quatre Pieds » du lieu d'argent, au 2e de gueules à la « Croix Fromage » du lieu d'argent. |
| Blason de Omerville | Détails | Adopté par la municipalité.                                                                                                   |